# ОШ „Карађорђе” Топола
ОШ „Карађорђе” је највећа школа у општини Топола и једина градска основна школа. Има велики углед и богату традицију.

## Историјат школе
Карађорђе Петровић је велику важност придавао образовању тако да је саградио прву школску зграду у Тополи 1813. године у црквеној порти.
Топола је добила још једну школску зграду 1930. године која је названа Народна основна школа села Тополе да би 1956/1957. године добила садашње име Карађорђе и постала матична школа за све сеоске школе.

## Обнова школе
Нова школска зграда је изграђена 1986. године, а стара је реновирана 1990. године.

## Успеси школе
Основна школа „Карађорђе“ може се похвалити бројним успесима својих ученика на разним такмичењима највишег ранга. За то су заслужни и наставници који својим радом доприносе да школа слови за једну од најбољих у Шумадијском округу. Школа је добитник Светосавске награде за 2007. годину.